# Isola di Tillo
L'isola di Tillo (in russo: Остров Тилло, ostrov Tillo) è un'isola russa nell'Oceano Artico che fa parte dell'arcipelago della Terra di Francesco Giuseppe.

## Geografia
L'isola di Tillo si trova nella parte sud-orientale della Terra di Francesco Giuseppe; è situata a 4 km dal capo sud-orientale della Terra di Wilczek. Ha una forma allungata con una lunghezza massima di 500 m; non ci sono rilievi importanti. 
Il territorio è completamente libero dal ghiaccio.
L'isola è così chiamata in onore del geografo e cartografo russo Aleksej Andreevič Tillo

## Isole adiacenti
- Terra di Wilczek (Земля Вильчека, Zemlja Vil'čeka), a nord.
- Isola di McNult (Остров Мак-Нульта, ostrov Mak-Nul'ta), a nord-est.
- Isola di Davis (Остров Дауэс, ostrov Dauės), a nord-est.
- Isola Derevjannyj o Isola del legno (Остров Деревянный, ostrov Derevjannyj), a nord-est.